# Thermoproteota
Thermoproteota, Crenarchaeota, TACK, llamados, crenarqueas, eocitos, es un filo de arqueas, usualmente clasificado como un superfilo. En 2023 el nombre del filo fue cambiado a Thermoproteota, sin embargo es posible seguir encontrando el nombre anterior en la literatura.
En la taxonomía procariota comprenden su propio reino Thermoproteati.
Inicialmente se pensaba que incluía solo organismos hipertermófilos, frecuentemente quimiosintetizadores dependientes del azufre. Sin embargo, estudios recientes los han identificado como las arqueas más abundantes en el ecosistema marino. Thermoproteota es uno de los dos grupos principales de arqueas y originalmente fue separado del otro grupo (Methanobacteriota) basándose en las secuencias del ARNr. Esta división se ha visto apoyada por algunas características fisiológicas, como la carencia de histonas.
Se ha encontrado que a diferencia de otros grupos de organismos, Thermoproteota tiene una única maquinaria de división celular y que también codifican proteínas que se creían únicas de los eucariotas como la actina (microfilamento del citoesqueleto, implicado en la motilidad celular), la tubulina (componente del citoesqueleto mayor, microtúbulo), el sistema de ubicuitina (degradación y reciclaje de proteínas) y los complejos de clasificación endosómica, necesarios para el transporte de membrana (ESCRT III), implicados en la división celular.

## Grupos
- Thermoproteia o Thermoprotei. Es el grupo más conocido y las arqueas más abundantes en el ecosistema marino. Antes fueron llamados sulfobacterias por su dependencia del azufre y son importantes como fijadores de carbono. Hay hipertermófilos en las fuentes hidrotermales y otros grupos son los más abundantes en profundidades inferiores a 100 m.

- Nitrososphaeria. Comprende organismos mesófilos o psicrófilos (temperaturas medias y bajas), de metabolismo quimiolitoautótrofo amoníaco-oxidantes (nitrificantes) y que pueden desempeñar un papel importante en los ciclos bioquímicos, tales como el ciclo del nitrógeno y el del carbono.

- Bathyarchaeia. Abunda en los sedimentos del fondo marino con escasez de nutrientes. Al menos algunos linajes se desarrollan mediante homoacetogenesis, un tipo de metabolismo hasta el momento pensado exclusivo de las bacterias.

- Korarchaeia. Sólo se han encontrado en ambientes hidrotermales y en poca abundancia. Parecen diversificados en diferentes niveles filogenéticos de acuerdo a la temperatura, salinidad (agua dulce o marina) y geografía.

- Methanomethylicia. Habita en ambientes anóxicos con altos flujos de metano y realizarían metanogénesis metilotrófica.

## Descripción
Podemos distinguir dos grupos de crenarqueas:

### Hipertermófilos
Este grupo incluye las especies con las temperaturas de crecimiento más altas de cualquier organismo conocido. El crecimiento óptimo se realiza entre 75 y 105 °C, mientras que la temperatura máxima de crecimiento para crecer
Pyrolobus es tan alta como 113 °C. La mayoría de estas especies no pueden crecer por debajo de 70 °C, aunque pueden sobrevivir por períodos largos a bajas temperaturas. Algunas especies son acidófilas con un pH óptimo entre 1,5 y 4 y mueren en un pH 7, mientras que otras son neutrófilas o ligeramente acidófilas, creciendo óptimamente a un pH de 5,5–7,5. Se encuentran en hábitats volcánicos tales como manantiales calientes continentales y en fuentes hidrotermales del fondo oceánico, a poca o mucha profundidad.
Los modos metabólicos son diversos, comprendiendo desde quimioorganotrofos a quimiolitotrofos. Los quimiolitotrofos aerobios obtienen energía por la oxidación de varios compuestos sulfúricos, hidrógeno o hierro ferroso, mientras que los quimiolitotrofos anaerobios reducen azufre, tiosulfato o producen nitratos, sulfuro de hidrógeno o amoníaco. Los quimioorganotrofos crecen sobre sustratos orgánicos complejos, azúcares, aminoácidos o polímeros. Varias especies son productores primarios usando el dióxido de carbono como fuente única de carbono y obteniendo energía por la oxidación de sustancias inorgánicas tales como azufre o hidrógeno, o por la reducción de azufre o nitrato.
Una de las especies más conocidas de Thermoproteota es el Sulfolobus solfataricus. Este organismo fue aislado originalmente a partir de muestras tomadas de manantiales geotermales sulfúricos en Italia y crece a 80 °C y con un pH de 2-4. Desde entonces se han encontrado especies del mismo género en todo el mundo. A diferencia de la gran mayoría de termófilos cultivados, esta especie puede crecer aeróbicamente y utilizando fuentes de energía orgánicas tales como el azúcar. Estos factores permiten que su cultivo sea mucho más fácil que el de los organismos anaerobios y han llevado a que Sulfolobus se convierta en un organismo modelo para el estudio de los hipertermófilos y de un grupo extenso de virus que se desarrollan dentro de ellos.

### Mesófilos y psicrófilos
Análisis ambientales recientes basados en secuencias ARNr indican que Thermoproteota también se distribuye extensamente en ambientes a baja temperatura tales como suelos, sedimentos, agua dulce y océanos., Aunque ninguno ha podido ser cultivado, el ambiente de obtención (junto con los datos genómicos) hace suponer que son organismos mesófilos o psicrófilos. Este extenso grupo de arqueas parece derivar de antepasados termofílicos que invadieron diversos hábitats de baja temperatura.
Quizás lo más asombroso sea su alta abundancia relativa en las aguas superficiales invernales en la Antártida (-1,8 °C), en donde llegan a abarcar el 20% del ARNr microbiano total. Exámenes similares en aguas templadas de la costa de California demuestran que estos organismos tienden a ser los más abundantes en profundidades inferiores a 100 m. De acuerdo con estas medidas, parece que estos organismos son muy abundantes en el océano y serían uno de los contribuyentes principales a la fijación del carbono. Esto, junto al hecho de que se han encontrado secuencias de ARNr de Thermoproteota en cada hábitat de baja temperatura en la cual fueron buscadas, sugiere que pueden estar distribuidos globalmente y desempeñar un papel importante en la biosfera.

## Filogenia
Una filogenia algo consesuada en el GTDB database y el Annotree es la siguiente:
|  | Geothermarchaeales                                                       |
|  |                                                                          |
|  | \| \| Conexivisphaerales \| \| \| \| \| \| Nitrososphaerales \| \| \| \| |
|  |                                                                          |
|  | Conexivisphaerales                                                       |
|  |                                                                          |
|  | Nitrososphaerales                                                        |
|  |                                                                          |

|  | Conexivisphaerales |
|  |                    |
|  | Nitrososphaerales  |
|  |                    |

|  | Geothermarchaeales                                                       |
|  |                                                                          |
|  | \| \| Conexivisphaerales \| \| \| \| \| \| Nitrososphaerales \| \| \| \| |
|  |                                                                          |
|  | Conexivisphaerales                                                       |
|  |                                                                          |
|  | Nitrososphaerales                                                        |
|  |                                                                          |

|  | Conexivisphaerales |
|  |                    |
|  | Nitrososphaerales  |
|  |                    |

|  | Geothermarchaeales                                                       |
|  |                                                                          |
|  | \| \| Conexivisphaerales \| \| \| \| \| \| Nitrososphaerales \| \| \| \| |
|  |                                                                          |
|  | Conexivisphaerales                                                       |
|  |                                                                          |
|  | Nitrososphaerales                                                        |
|  |                                                                          |

|  | Conexivisphaerales |
|  |                    |
|  | Nitrososphaerales  |
|  |                    |

|  | Geothermarchaeales                                                       |
|  |                                                                          |
|  | \| \| Conexivisphaerales \| \| \| \| \| \| Nitrososphaerales \| \| \| \| |
|  |                                                                          |
|  | Conexivisphaerales                                                       |
|  |                                                                          |
|  | Nitrososphaerales                                                        |
|  |                                                                          |

|  | Conexivisphaerales |
|  |                    |
|  | Nitrososphaerales  |
|  |                    |

|  | Nezhaarchaeales    |
|  |                    |
|  | Methanomethyliales |
|  |                    |

|  | Thermofilales   |
|  |                 |
|  | Thermoproteales |
|  |                 |

|  | Gearchaeales                                                    |
|  |                                                                 |
|  | \| \| Marsarchaeales \| \| \| \| \| \| Sulfolobales \| \| \| \| |
|  |                                                                 |
|  | Marsarchaeales                                                  |
|  |                                                                 |
|  | Sulfolobales                                                    |
|  |                                                                 |

|  | Marsarchaeales |
|  |                |
|  | Sulfolobales   |
|  |                |

|  | Thermofilales   |
|  |                 |
|  | Thermoproteales |
|  |                 |

|  | Gearchaeales                                                    |
|  |                                                                 |
|  | \| \| Marsarchaeales \| \| \| \| \| \| Sulfolobales \| \| \| \| |
|  |                                                                 |
|  | Marsarchaeales                                                  |
|  |                                                                 |
|  | Sulfolobales                                                    |
|  |                                                                 |

|  | Marsarchaeales |
|  |                |
|  | Sulfolobales   |
|  |                |

|  | Nezhaarchaeales    |
|  |                    |
|  | Methanomethyliales |
|  |                    |

|  | Thermofilales   |
|  |                 |
|  | Thermoproteales |
|  |                 |

|  | Gearchaeales                                                    |
|  |                                                                 |
|  | \| \| Marsarchaeales \| \| \| \| \| \| Sulfolobales \| \| \| \| |
|  |                                                                 |
|  | Marsarchaeales                                                  |
|  |                                                                 |
|  | Sulfolobales                                                    |
|  |                                                                 |

|  | Marsarchaeales |
|  |                |
|  | Sulfolobales   |
|  |                |

|  | Thermofilales   |
|  |                 |
|  | Thermoproteales |
|  |                 |

|  | Gearchaeales                                                    |
|  |                                                                 |
|  | \| \| Marsarchaeales \| \| \| \| \| \| Sulfolobales \| \| \| \| |
|  |                                                                 |
|  | Marsarchaeales                                                  |
|  |                                                                 |
|  | Sulfolobales                                                    |
|  |                                                                 |

|  | Marsarchaeales |
|  |                |
|  | Sulfolobales   |
|  |                |

|  | Geothermarchaeales                                                       |
|  |                                                                          |
|  | \| \| Conexivisphaerales \| \| \| \| \| \| Nitrososphaerales \| \| \| \| |
|  |                                                                          |
|  | Conexivisphaerales                                                       |
|  |                                                                          |
|  | Nitrososphaerales                                                        |
|  |                                                                          |

|  | Conexivisphaerales |
|  |                    |
|  | Nitrososphaerales  |
|  |                    |

|  | Geothermarchaeales                                                       |
|  |                                                                          |
|  | \| \| Conexivisphaerales \| \| \| \| \| \| Nitrososphaerales \| \| \| \| |
|  |                                                                          |
|  | Conexivisphaerales                                                       |
|  |                                                                          |
|  | Nitrososphaerales                                                        |
|  |                                                                          |

|  | Conexivisphaerales |
|  |                    |
|  | Nitrososphaerales  |
|  |                    |

|  | Geothermarchaeales                                                       |
|  |                                                                          |
|  | \| \| Conexivisphaerales \| \| \| \| \| \| Nitrososphaerales \| \| \| \| |
|  |                                                                          |
|  | Conexivisphaerales                                                       |
|  |                                                                          |
|  | Nitrososphaerales                                                        |
|  |                                                                          |

|  | Conexivisphaerales |
|  |                    |
|  | Nitrososphaerales  |
|  |                    |

|  | Geothermarchaeales                                                       |
|  |                                                                          |
|  | \| \| Conexivisphaerales \| \| \| \| \| \| Nitrososphaerales \| \| \| \| |
|  |                                                                          |
|  | Conexivisphaerales                                                       |
|  |                                                                          |
|  | Nitrososphaerales                                                        |
|  |                                                                          |

|  | Conexivisphaerales |
|  |                    |
|  | Nitrososphaerales  |
|  |                    |

|  | Nezhaarchaeales    |
|  |                    |
|  | Methanomethyliales |
|  |                    |

|  | Thermofilales   |
|  |                 |
|  | Thermoproteales |
|  |                 |

|  | Gearchaeales                                                    |
|  |                                                                 |
|  | \| \| Marsarchaeales \| \| \| \| \| \| Sulfolobales \| \| \| \| |
|  |                                                                 |
|  | Marsarchaeales                                                  |
|  |                                                                 |
|  | Sulfolobales                                                    |
|  |                                                                 |

|  | Marsarchaeales |
|  |                |
|  | Sulfolobales   |
|  |                |

|  | Thermofilales   |
|  |                 |
|  | Thermoproteales |
|  |                 |

|  | Gearchaeales                                                    |
|  |                                                                 |
|  | \| \| Marsarchaeales \| \| \| \| \| \| Sulfolobales \| \| \| \| |
|  |                                                                 |
|  | Marsarchaeales                                                  |
|  |                                                                 |
|  | Sulfolobales                                                    |
|  |                                                                 |

|  | Marsarchaeales |
|  |                |
|  | Sulfolobales   |
|  |                |

|  | Nezhaarchaeales    |
|  |                    |
|  | Methanomethyliales |
|  |                    |

|  | Thermofilales   |
|  |                 |
|  | Thermoproteales |
|  |                 |

|  | Gearchaeales                                                    |
|  |                                                                 |
|  | \| \| Marsarchaeales \| \| \| \| \| \| Sulfolobales \| \| \| \| |
|  |                                                                 |
|  | Marsarchaeales                                                  |
|  |                                                                 |
|  | Sulfolobales                                                    |
|  |                                                                 |

|  | Marsarchaeales |
|  |                |
|  | Sulfolobales   |
|  |                |

|  | Thermofilales   |
|  |                 |
|  | Thermoproteales |
|  |                 |

|  | Gearchaeales                                                    |
|  |                                                                 |
|  | \| \| Marsarchaeales \| \| \| \| \| \| Sulfolobales \| \| \| \| |
|  |                                                                 |
|  | Marsarchaeales                                                  |
|  |                                                                 |
|  | Sulfolobales                                                    |
|  |                                                                 |

|  | Marsarchaeales |
|  |                |
|  | Sulfolobales   |
|  |                |

|  | Geothermarchaeales                                                       |
|  |                                                                          |
|  | \| \| Conexivisphaerales \| \| \| \| \| \| Nitrososphaerales \| \| \| \| |
|  |                                                                          |
|  | Conexivisphaerales                                                       |
|  |                                                                          |
|  | Nitrososphaerales                                                        |
|  |                                                                          |

|  | Conexivisphaerales |
|  |                    |
|  | Nitrososphaerales  |
|  |                    |

|  | Geothermarchaeales                                                       |
|  |                                                                          |
|  | \| \| Conexivisphaerales \| \| \| \| \| \| Nitrososphaerales \| \| \| \| |
|  |                                                                          |
|  | Conexivisphaerales                                                       |
|  |                                                                          |
|  | Nitrososphaerales                                                        |
|  |                                                                          |

|  | Conexivisphaerales |
|  |                    |
|  | Nitrososphaerales  |
|  |                    |

|  | Geothermarchaeales                                                       |
|  |                                                                          |
|  | \| \| Conexivisphaerales \| \| \| \| \| \| Nitrososphaerales \| \| \| \| |
|  |                                                                          |
|  | Conexivisphaerales                                                       |
|  |                                                                          |
|  | Nitrososphaerales                                                        |
|  |                                                                          |

|  | Conexivisphaerales |
|  |                    |
|  | Nitrososphaerales  |
|  |                    |

|  | Geothermarchaeales                                                       |
|  |                                                                          |
|  | \| \| Conexivisphaerales \| \| \| \| \| \| Nitrososphaerales \| \| \| \| |
|  |                                                                          |
|  | Conexivisphaerales                                                       |
|  |                                                                          |
|  | Nitrososphaerales                                                        |
|  |                                                                          |

|  | Conexivisphaerales |
|  |                    |
|  | Nitrososphaerales  |
|  |                    |

|  | Nezhaarchaeales    |
|  |                    |
|  | Methanomethyliales |
|  |                    |

|  | Thermofilales   |
|  |                 |
|  | Thermoproteales |
|  |                 |

|  | Gearchaeales                                                    |
|  |                                                                 |
|  | \| \| Marsarchaeales \| \| \| \| \| \| Sulfolobales \| \| \| \| |
|  |                                                                 |
|  | Marsarchaeales                                                  |
|  |                                                                 |
|  | Sulfolobales                                                    |
|  |                                                                 |

|  | Marsarchaeales |
|  |                |
|  | Sulfolobales   |
|  |                |

|  | Thermofilales   |
|  |                 |
|  | Thermoproteales |
|  |                 |

|  | Gearchaeales                                                    |
|  |                                                                 |
|  | \| \| Marsarchaeales \| \| \| \| \| \| Sulfolobales \| \| \| \| |
|  |                                                                 |
|  | Marsarchaeales                                                  |
|  |                                                                 |
|  | Sulfolobales                                                    |
|  |                                                                 |

|  | Marsarchaeales |
|  |                |
|  | Sulfolobales   |
|  |                |

|  | Nezhaarchaeales    |
|  |                    |
|  | Methanomethyliales |
|  |                    |

|  | Thermofilales   |
|  |                 |
|  | Thermoproteales |
|  |                 |

|  | Gearchaeales                                                    |
|  |                                                                 |
|  | \| \| Marsarchaeales \| \| \| \| \| \| Sulfolobales \| \| \| \| |
|  |                                                                 |
|  | Marsarchaeales                                                  |
|  |                                                                 |
|  | Sulfolobales                                                    |
|  |                                                                 |

|  | Marsarchaeales |
|  |                |
|  | Sulfolobales   |
|  |                |

|  | Thermofilales   |
|  |                 |
|  | Thermoproteales |
|  |                 |

|  | Gearchaeales                                                    |
|  |                                                                 |
|  | \| \| Marsarchaeales \| \| \| \| \| \| Sulfolobales \| \| \| \| |
|  |                                                                 |
|  | Marsarchaeales                                                  |
|  |                                                                 |
|  | Sulfolobales                                                    |
|  |                                                                 |

|  | Marsarchaeales |
|  |                |
|  | Sulfolobales   |
|  |                |

|  | Geothermarchaeales                                                       |
|  |                                                                          |
|  | \| \| Conexivisphaerales \| \| \| \| \| \| Nitrososphaerales \| \| \| \| |
|  |                                                                          |
|  | Conexivisphaerales                                                       |
|  |                                                                          |
|  | Nitrososphaerales                                                        |
|  |                                                                          |

|  | Conexivisphaerales |
|  |                    |
|  | Nitrososphaerales  |
|  |                    |

|  | Geothermarchaeales                                                       |
|  |                                                                          |
|  | \| \| Conexivisphaerales \| \| \| \| \| \| Nitrososphaerales \| \| \| \| |
|  |                                                                          |
|  | Conexivisphaerales                                                       |
|  |                                                                          |
|  | Nitrososphaerales                                                        |
|  |                                                                          |

|  | Conexivisphaerales |
|  |                    |
|  | Nitrososphaerales  |
|  |                    |

|  | Geothermarchaeales                                                       |
|  |                                                                          |
|  | \| \| Conexivisphaerales \| \| \| \| \| \| Nitrososphaerales \| \| \| \| |
|  |                                                                          |
|  | Conexivisphaerales                                                       |
|  |                                                                          |
|  | Nitrososphaerales                                                        |
|  |                                                                          |

|  | Conexivisphaerales |
|  |                    |
|  | Nitrososphaerales  |
|  |                    |

|  | Geothermarchaeales                                                       |
|  |                                                                          |
|  | \| \| Conexivisphaerales \| \| \| \| \| \| Nitrososphaerales \| \| \| \| |
|  |                                                                          |
|  | Conexivisphaerales                                                       |
|  |                                                                          |
|  | Nitrososphaerales                                                        |
|  |                                                                          |

|  | Conexivisphaerales |
|  |                    |
|  | Nitrososphaerales  |
|  |                    |

|  | Nezhaarchaeales    |
|  |                    |
|  | Methanomethyliales |
|  |                    |

|  | Thermofilales   |
|  |                 |
|  | Thermoproteales |
|  |                 |

|  | Gearchaeales                                                    |
|  |                                                                 |
|  | \| \| Marsarchaeales \| \| \| \| \| \| Sulfolobales \| \| \| \| |
|  |                                                                 |
|  | Marsarchaeales                                                  |
|  |                                                                 |
|  | Sulfolobales                                                    |
|  |                                                                 |

|  | Marsarchaeales |
|  |                |
|  | Sulfolobales   |
|  |                |

|  | Thermofilales   |
|  |                 |
|  | Thermoproteales |
|  |                 |

|  | Gearchaeales                                                    |
|  |                                                                 |
|  | \| \| Marsarchaeales \| \| \| \| \| \| Sulfolobales \| \| \| \| |
|  |                                                                 |
|  | Marsarchaeales                                                  |
|  |                                                                 |
|  | Sulfolobales                                                    |
|  |                                                                 |

|  | Marsarchaeales |
|  |                |
|  | Sulfolobales   |
|  |                |

|  | Nezhaarchaeales    |
|  |                    |
|  | Methanomethyliales |
|  |                    |

|  | Thermofilales   |
|  |                 |
|  | Thermoproteales |
|  |                 |

|  | Gearchaeales                                                    |
|  |                                                                 |
|  | \| \| Marsarchaeales \| \| \| \| \| \| Sulfolobales \| \| \| \| |
|  |                                                                 |
|  | Marsarchaeales                                                  |
|  |                                                                 |
|  | Sulfolobales                                                    |
|  |                                                                 |

|  | Marsarchaeales |
|  |                |
|  | Sulfolobales   |
|  |                |

|  | Thermofilales   |
|  |                 |
|  | Thermoproteales |
|  |                 |

|  | Gearchaeales                                                    |
|  |                                                                 |
|  | \| \| Marsarchaeales \| \| \| \| \| \| Sulfolobales \| \| \| \| |
|  |                                                                 |
|  | Marsarchaeales                                                  |
|  |                                                                 |
|  | Sulfolobales                                                    |
|  |                                                                 |

|  | Marsarchaeales |
|  |                |
|  | Sulfolobales   |
|  |                |